# Irazua dilicra
Irazua dilicra är en skalbaggsart som beskrevs av Brett C.Ratcliffe 2003. Irazua dilicra ingår i släktet Irazua och familjen Dynastidae. Inga underarter finns listade i Catalogue of Life.